# 大東市消防本部
大東市消防本部（だいとうししょうぼうほんぶ）は、大阪府大東市に存在した消防部局（消防本部）である。四條畷市消防本部と統合して大東四條畷消防組合となった。管轄区域は大東市全域。

## 概要
- 消防本部：大東市新町821-20
- 管内面積：18.27km2
- 職員定数：120人
- 消防署1カ所、分署2カ所
- 主力機械（2007年4月1日現在）
  - 普通消防ポンプ自動車：4
  - 水槽付消防ポンプ自動車：2
  - はしご付消防自動車：1
  - 化学消防自動車：1
  - 救急自動車：4
  - 救助工作車：1
  - 指揮車：1
  - 査察車：1
  - 調査車：1
  - 広報車：3
  - その他：10

## 沿革
- 1965年3月30日　大東市消防本部・大東市消防署を設置し、消防・救急業務を開始する。
- 1967年6月30日　消防音楽隊を結成する。
- 1967年12月14日　屈折はしご付消防自動車を配備する。
- 1970年7月16日　消防本部に課制を導入する。
- 1970年8月6日　消防本部・消防署庁舎が移転する。
- 1971年3月29日　化学消防自動車を配備する。
- 1972年4月1日　東分署を開設し、消防・救急業務を開始する。
- 1976年9月30日　はしご付消防自動車を配備する。
- 1980年12月17日　救助工作車を配備する。
- 1992年3月13日　消防本部・消防署庁舎が現在地に移転する。西分署を開設し、消防・救急業務を開始する。
- 2014年4月1日 隣の四條畷市と統合（消防広域化）し、大東四條畷消防組合となった。

## 組織
- 本部－総務課、予防課、警防課
- 消防署－消防課

## 消防署
| 消防署       | 住所       | 分署                          |
| ------------ | ---------- | ----------------------------- |
| 大東市消防署 | 新町821-20 | 西：南郷町1-28 東：北条4-2-26 |